# Мулла-Оглу-Чокрак
Мулла́-Оглу́-Чокра́к (также без названия; укр. Мулла-Оглу-Чокрак, крымскотат. Molla Oğlu Çoqraq, Молла Огълу Чокъракъ) — маловодная река (балка) на юго-восточном берегу Крыма, на территории городского округа Феодосия. Длина водотока 8,4 километра, площадь водосборного бассейна — 18,5 км², последняя речка Южнобережья. В справочнике «Поверхностные водные объекты Крыма» и других современных работах значится, как река без названия; на картах 1836 года, Петра Кеппена 1836 года и трёхверстовой карте 1876 года подписана, как овраг Мулла-Оглу Чокрак.
Водоток начинается в районе села Южное (прекрасный источник в нескольких метрах ниже Султановской шоссейной будки), течёт на юго-восток по Двуякорной долине и впадает в Двуякорную бухту Чёрного моря. У реки 6 безымянных притоков, длиной менее 5 километров, водоохранная зона установлена в 50 м.